# Kabul
|  | Per a altres significats, vegeu «Kabul (desambiguació)». |

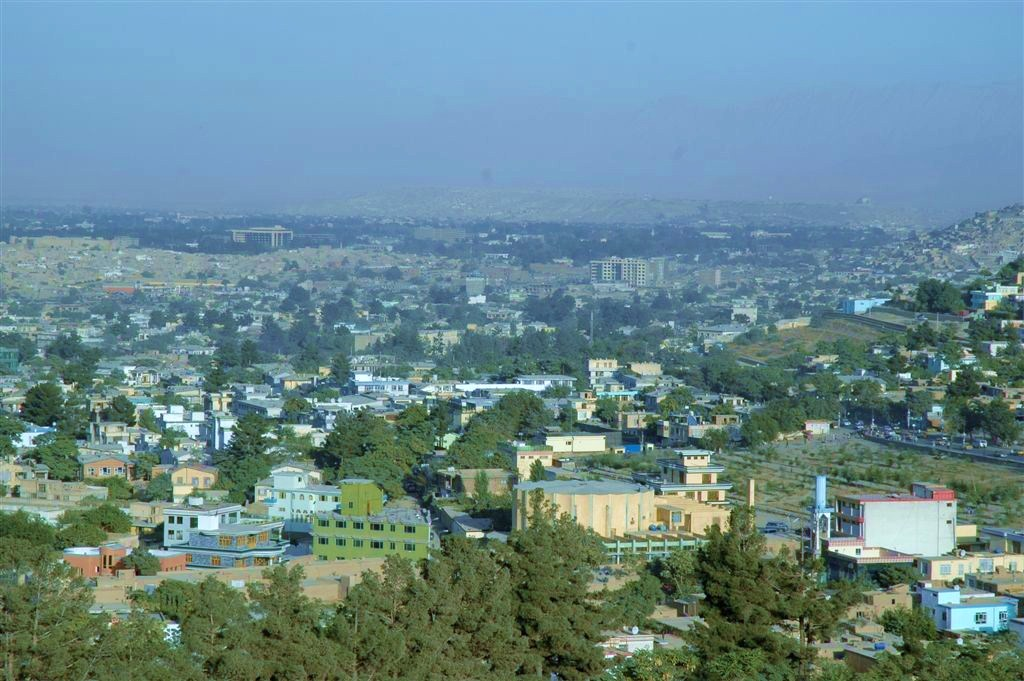
Vista de la ciutat

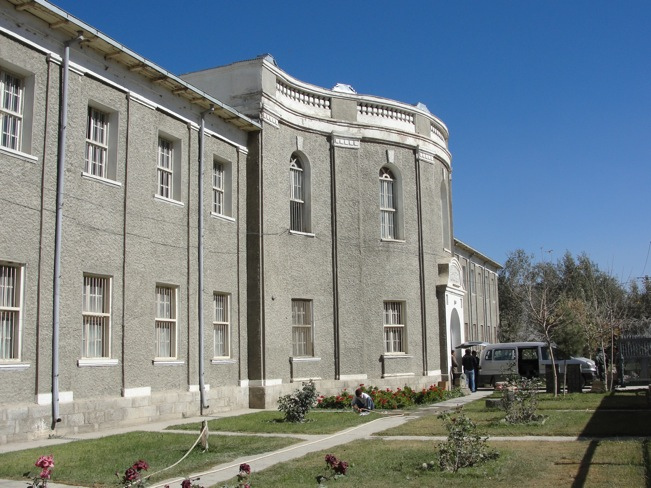
Museu de Kabul

Kabul (en persa: کابل, Kābul) és la capital i la ciutat més gran de l'Afganistan, i també la capital de la província homònima. Antigament dugué el nom d'Ortespanum. El 1774 fou convertida en capital de l’Afganistan, en lloc de Kandahar.
Està situada estratègicament a l'estreta vall del riu Kabul, afluent de l'Indus, a uns 1800 m d’altitud, en una fèrtil vall sota els cims del Hindu Kush, abans d'arribar al pas de Khyber. Kabul està comunicada amb el Tadjikistan mitjançant un túnel sota les muntanyes de l'Hindu Kush.
És un centre econòmic i cultural de gran importància. La part antiga de Kabul és plena de basars situats al llarg de carrerons estrets i tortuosos. Els productes principals són la indústria de subministrament militar, la indústria tèxtil, la del moble i l'agroalimentària (remolatxa sucrera). La situació de guerra contínua des del 1979 ha limitat la productivitat econòmica de la ciutat.
Kabul té una universitat, fundada el 1931, i diverses institucions educatives. Com a llocs d'interès cultural, cal destacar el Museu de Kabul (o Museu Nacional de l'Afganistan), la tomba i els jardins de Baber, el mausoleu de Nadir Shah, el Minar-i-Istiklal (o Columna de la Independència) construïda el 1919 després de la Tercera Guerra anglo-afganesa, la tomba de Timur Shah, i algunes mesquites d'importància. Bala Hissar, una fortificació destruïda com a represàlia per la mort de l'enviat britànic el 1879, fou restaurada com a acadèmia militar. A la rodalia hi ha la ciutadella i l'antic palau reial de Dar ul-Aman.
El 15 d'agost de 2021 Kabul va ser novament presa pels combatents talibans. Amb la presa de Kabul, els talibans van reprendre el control sobre l'Afganistan.

## Història

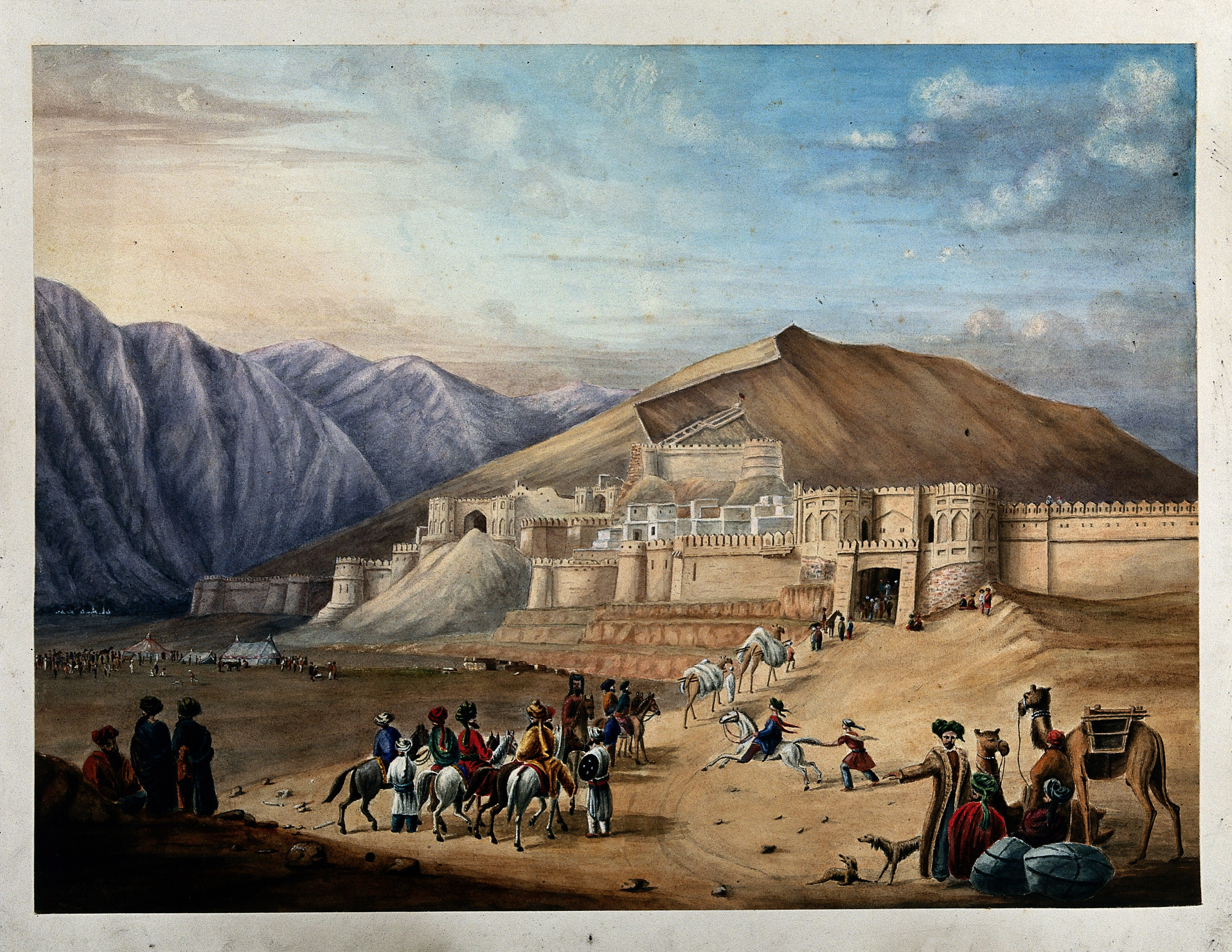
Pintura antiga que mostra la Gran Muralla de Kabul

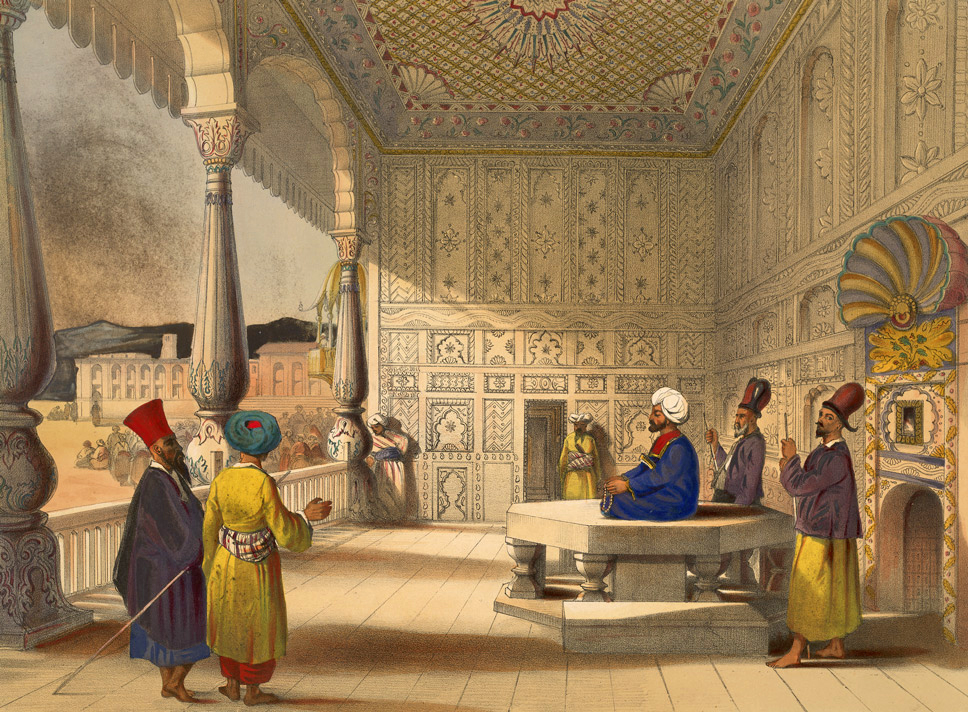
Shah Shujah Durrani, l'últim rei de l'Imperi Durrani, assegut amb la seva cort a l'interior de la Bala Hissar

Kabul és una ciutat amb més de 3.000 anys d'història. Se l'ha identificada amb la Cabura d'Alexandre el Gran, si bé després desapareix de les cròniques.
Vers el 1360 era una petita vila, que fou part dels dominis de Tamerlà i els sobirans timúrides que el van succeir. Ulug Beg (conegut com a Ulug Beg II), fill d'Abu Said (no pas Ulug Beg Shah Rukn, mort el 1449), va regnar a Kabul del 1461 al 1501 i a la seva mort va passar al seu gendre, l'arghúnida Mukim Dhu l-Nun Beg Arghun fins al 1504, quan la ciutat fou conquerida per Baber, obligant Mukim a retirar-se a Kandahar. Baber va fundar l'Imperi mogol (Baber hi fou enterrat uns anys després de morir a Agra el 1530, i la tomba encara es conserva). Kabul va passar al seu fill Kamran, que després de diversos atacs del seu germà Humayun fou derrotat i cegat el 1553. Humayun la va deixar al seu fill, l'infant Mirza Hakim, a la mort del qual el 1585, va passar al seu germà gran Akbar.
Malgrat que la conquesta musulmana tingué lloc el 1656, la seva islamització no fou efectiva fins a l'època gaznèvida (ss X-XI). Del 1505 al 1738 formà part de l’imperi mogol de l’Índia (en fou la capital fins al 1526), quan la va conquerir Nadir Shah de Pèrsia.
A la seva mort el 1747 la guarnició de la ciutat la va lliurar a Ahmad Shah Durrani, senyor de Kandahar i cap de la tribu abdali (durrani); el seu fill Timur Shah va traslladar la capital de Kandahar a Kabul esdevenint capital de l'Afganistan en 1774. L'emirat de Kabul va existir com a entitat separada durant un cert temps. Vegeu emirat de Kabul.

### Segle XIX
Durant el segle xix hi hagué diverses intervencions britàniques. A la Primera Guerra angloafganesa, Shah Shuja va entrar a Kabul l'agost de 1839 escortat pels britànics i la resta de l'any i el 1840 els anglesos van restar a la ciutat sense ser molestats, però el novembre de 1841 una revolta popular va matar sir Alexander Burnes. El desembre sir William MacNaghten, enviat especial britànic, va morir d'un tret que li va disparar traïdorament Akbar Khan, fill de Dost Muhammad, durant una entrevista convinguda per negociar la retirada de la guarnició; el 6 de gener de 1842 les forces britàniques (4.500 soldats i 12.000 seguidors) es van retirar sota solemne promesa de protecció, però foren massacrats i només un, el doctor Brydon, va arribar a Jalalabad (Nangarhar) (més tard es van recuperar 92 presoners). Shah Shuja fou assassinat l'abril, quatre mesos després; el setembre de 1842 el general Pollock arribà a Kabul amb un exèrcit i va prendre possessió de la ciutadella sense oposició. Abans d'abandonar la ciutat, al cap d'un mes, el gran basar fou destruït a canonades, en revenja per la mort de sir William MacNaghten.
Kabul fou ocupada altre cop pels britànics el 1879, amb una força dirigida pel general Roberts (després Lord Roberts), que va exercir represàlies per la massacre del resident britànic sir Louis Cavagnari; va restar sota ocupació britànica per un any. Durant l'hivern, les tribus es van acostar en gran nombre, en peu de guerra, i després de dies de forta lluita, els britànics es van haver de concentrar al camp militar de Sherpur, que va quedar assetjat per almenys 50.000 soldats. Un fort atac fou rebutjat el 23 de desembre de 1879 i l'endemà van arribar reforços i la ciutat va quedar altra vegada totalment en mans britàniques; les tribus van desaparèixer de la mateixa manera com havien arribat. L'agost de 1840 els britànics van evacuar la ciutat després de reconèixer Abd al-Rahman Khan com a emir.

### Segle XX
El 1919, després de la tercera guerra anglo-afganesa, el rei Amanullah Khan va anunciar la independència de l'Afganistan des de la mesquita d'Id Gah de Kabul.
El 1929 el rei Amanullah va deixar Kabul a causa d'una revolta local orquestrada per Habibullah Kalakani, però ell mateix va ser empresonat i executat després de nou mesos al poder pel rei Nader Khan. Tres anys després, el 1933, el nou rei va ser assassinat durant una cerimònia de lliurament de premis dins d’una escola de Kabul. El tron el va deixar el seu fill de 19 anys, Zahir Shah, que es va convertir en l'últim rei de l'Afganistan. A diferència d'Amanullah Khan, Nader Khan i Zahir Shah no tenien previst crear una nova capital i, per tant, Kabul va continuar sent la seu del govern del país.
El 28 d'abril de 1978, el president Daoud i la majoria de la seva família van ser assassinats al Palau Presidencial de Kabul en el que s'anomena la Revolució de Saur. El 24 de desembre de 1979 la Unió Soviètica va envair l'Afganistan i Kabul va ser ocupada per les Forces Armades Soviètiques. El 1992 va caure sota control de les guerrilles dels mujahidins i, el 1996, dels talibans.

### Segle XXI
El 2001 fou ocupada per les tropes dels Estats Units, que hi van imposar un govern de transició. El gener del 2004 es va aprovar una constitució que definia el país com una república islàmica. El resultat de les eleccions donaren la victòria a Hamid Karzai. L'any 2009, però, ni els esforços de la força multinacional ni les tímides accions del govern de Karzai van aconseguir estabilitzar el país, sotmès des del mateix moment de la conquesta a una situació de guerra constant, si bé la situació a Kabul mateix va romandre estable.
El 15 d'agost de 2021 Kabul va ser novament presa pels combatents talibans, convertint-se en la trenta-tercera capital provincial capturada pels talibans com a part de l'ofensiva dels talibans del 2021.

## Geografia
Kabul està situada a la part oriental del país, a 1.791 metres sobre el nivell de la mar en una estreta vall, encaixat entre les muntanyes de l'Hindu Kush al llarg del riu Kabul. Immediatament al sud de la ciutat antiga es troben les antigues muralles i la muntanya Sher Darwaza, amb el cementiri Shuhadayi Salihin darrere. Una mica més a l'est es troba l'antiga fortalesa de Bala Hissar amb el llac Kol-e Hasmat Khan darrere.

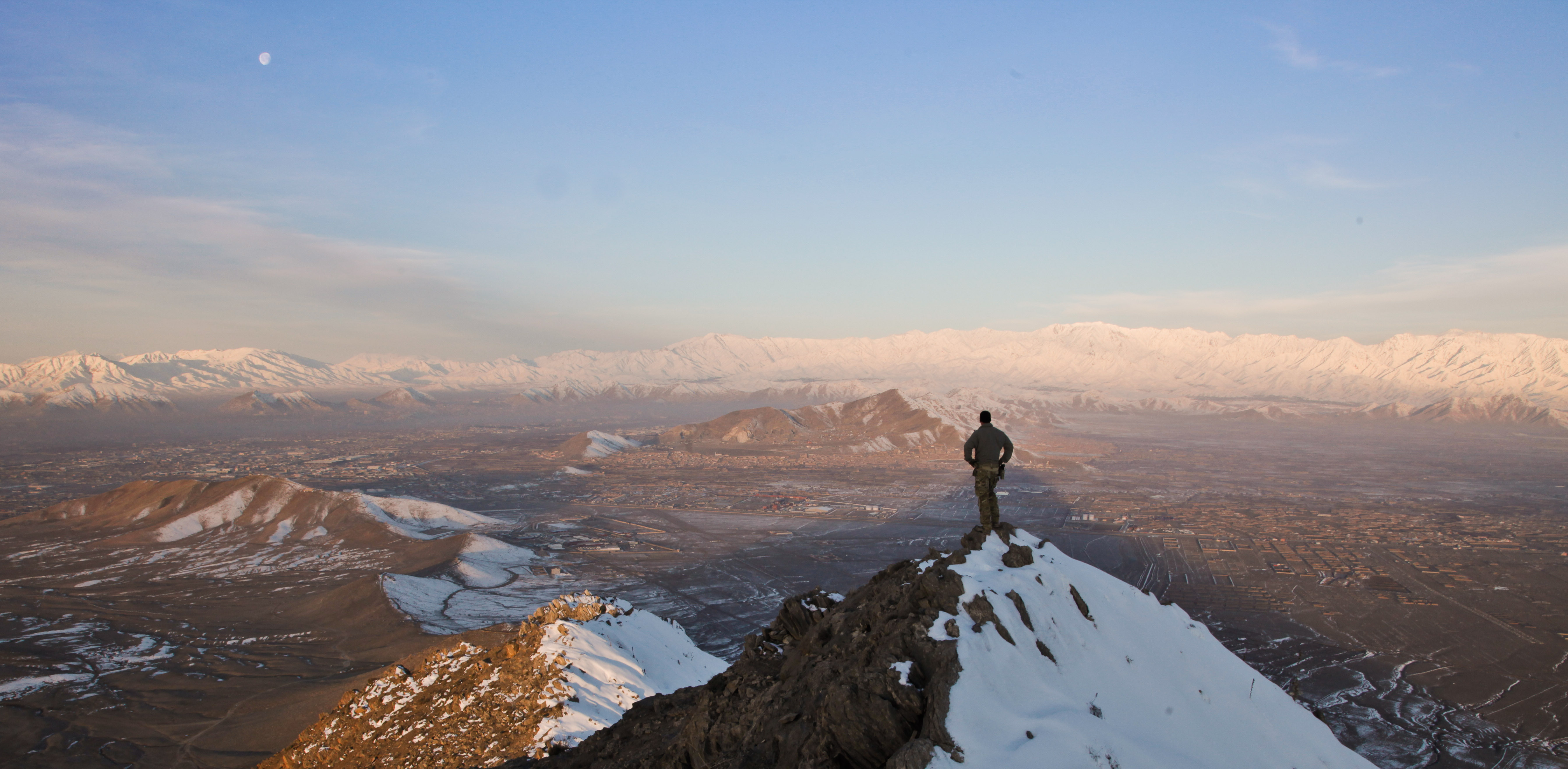
Vista de la vall de Kabul des d'un cim

La seva ubicació s'ha descrit com un "bol envoltat de muntanyes". Algunes de les muntanyes (que s'anomenen koh) són: Khair Khana-e Shamali, Khwaja Rawash, Shakhi Baran Tey, Chihil Sutun, Qurugh, Khwaja Razaq i Sher Darwaza. També hi ha dues muntanyes entre les zones urbanes de l'oest de Kabul: Asamayi (també coneguda com el turó de la Televisió) i Ali Abad. Els turons dins de la ciutat (que es diuen tapa) són Bibi Mahro i Maranjan.
La ciutat té una superfície de 1.023 km², el que la converteix en la més gran del país. Les capitals estrangeres més properes en línia recta són Islamabad, Dixhanbe, Taixkent, Nova Delhi i Bixkek. Kabul es troba més o menys equidistant entre Istanbul (Àsia occidental) i Hanoi (Àsia oriental).

### Clima
Kabul té un clima semiàrid continental i fred (classificació climàtica de Köppen BSk) amb precipitacions concentrades a l’hivern (gairebé exclusivament en forma de neu) i els mesos de primavera. Les temperatures són fresques en comparació amb gran part del sud-oest d’Àsia, principalment a causa de la gran elevació de la ciutat. L'estiu té una humitat molt baixa, que proporciona alleujament de la calor. La tardor presenta tardes càlides i tardes molt més fresques. Els hiverns són freds, amb una mitjana diària de gener de -2,3 °C. La primavera és l’època més plujosa de l’any. Les condicions assolellades dominen tot l'any. La temperatura mitjana anual és de 12,1 °C, molt inferior a la resta de grans ciutats de l'Afganistan.

### Districtes
La ciutat de Kabul forma un dels 15 districtes de la província de Kabul. Com a capital de la província, forma un municipi (shārwāli) que es divideix al seu torn en 22 districtes administratius denominats districtes municipals o districtes de la ciutat (nāhia), que coincideixen amb els Districtes de Policia (DP) oficials. El nombre de districtes de la ciutat va augmentar d'11 a 18 el 2005, i després a 22 el 2010 després de la incorporació dels districtes 14 i 19-22 que van ser annexionats per l'Ajuntament de Kabul des dels districtes rurals circumdants. Així, els límits de la ciutat han augmentat considerablement. A causa de les disputes de demarcació amb l'administració provincial, alguns d'aquests nous districtes estan més administrats pels districtes provincials que pel municipi.
El Districte 1 conté la major part de la ciutat antiga. El centre de Kabul està format principalment pels districtes 2, 4 i 10. A més, els districtes 3 i 6 concentren molts punts d'interès comercial i governamental. El nord i l'oest de la ciutat són els més urbanitzats, a diferència de sud i l'est.
La següent taula mostra els 22 districtes de la ciutat i els seus assentaments, amb informació sobre la mida i l'ús del sòl, actualitzada el 2011.
| \| Nom \| Localització \| Assentaments \| Àrea \| Àrea urbana \| Àrea cultivable \| Àrea vacant \| Mapa \| \| --------------------- \| ------------ \| ----------------------------------------------------------------------------------------------------------------- \| ------------ \| ----------- \| --------------- \| ----------- \| ---- \| \| Districte 1 ناحیه ۱ \| Central \| ChindawolKharabat (carrer) Jadayi Maiwand (carrer) Mandawi (carrer) Rika Khana Shur Bazar \| 467,00 km² \| 65.3% \| ~0% \| 18.9% \| \| \| Districte 2 ناحیه ۲ \| Central \| AndarabiBaharistanDeh AfghananKarte ArianaKarte Parwan (part) Murad Khane Shash Darak (part) \| 676,00 km² \| 72.6% \| 0% \| 7.3% \| \| \| Districte 3 ناحیه ۳ \| Oest \| Deh BoriDeh MazangDeh NawJamal MinaKarte CharKarte Mamorin (part) Karte Sakhi Silo (carrer, part) \| 922,00 km² \| 82% \| 0.6% \| 8.8% \| \| \| Districte 4 ناحیه ۴ \| Nord-oest \| Karte Parwan (part) Kolola Pushta ShahraraShahr-e NawTaimani \| 1.163,00 km² \| 83.1% \| 1% \| 6% \| \| \| Districte 5 ناحیه ۵ \| Oest \| AfsharFazel BaigKarte Mamorin (part) Khushal Khan Mena Kote Sangi/Mirwais Maidan Silo (carrer, part) Qala-e Wazir \| 292,0 km² \| 49.6% \| 14% \| 30.9% \| \| \| Districte 6 ناحیه ۶ \| Sud-oest \| DarulamanKarte SehQala-e Shada \| 491,0 km² \| 32.5% \| 13.5% \| 50.8% \| \| \| Districte 7 ناحیه ۷ \| Sud \| Aqa Ali ShamsChihil SutunDeh DanaGozar GahWassel Abad \| 325,0 km² \| 46.8% \| 17% \| 31.6% \| \| \| Districte 8 ناحیه ۸ \| Sud-est \| Beni HisarKarte NawRahman MinaQalachaShah Shahid \| 484,0 km² \| 33.7% \| 33.9% \| 25.1% \| \| \| Districte 9 ناحیه ۹ \| Nord-est \| Karte WaliMikrorayon (2n, 3r, 4t) Shash Darak (part) Yaka Tut \| 245,0 km² \| 48.4% \| 29.7% \| 13.7% \| \| \| Districte 10 ناحیه ۱۰ \| Nord \| Bibi MahroChar QalaQala-e FathullahQala-e MusaSherpurWazir Akbar Khan \| 130,0 km² \| 75.3% \| 10.8% \| 5.6% \| \| \| Districte 11 ناحیه ۱۱ \| Nord-oest \| Hazara-e BaghalKhair KhanaQala-e Najara \| 174,0 km² \| 75.4% \| 0% \| 21% \| \| \| Districte 12 ناحیه ۱۲ \| Est \| Ahmad Shah Baba Mina/Arzan Qimat Bagrami But KhakShina \| 348,0 km² \| 33.2% \| 42.8% \| 21.7% \| \| \| Districte 13 ناحیه ۱۳ \| Sud-oest \| Bist HazariDashte BarchiOmid-e Sabz \| 466,0 km² \| 32% \| 23.5% \| 40.2% \| \| \| Districte 14 ناحیه ۱۴ \| Nord-oest \| Paghman \| 1.201,0 km² \| 8.6% \| 47% \| 24.6% \| \| \| Districte 15 ناحیه ۱۵ \| Nord \| Hamid Karzai Int'l (aeròdrom) Khwaja Bughra Khwaja RawashQasaba \| 321,0 km² \| 32.2% \| 7.5% \| 33% \| \| \| Districte 16 ناحیه ۱۶ \| Est \| MikrorayonQala-e Zaman KhanSement Khana \| 252,0 km² \| 37.1% \| 33.2% \| 24.1% \| \| \| Districte 17 ناحیه ۱۷ \| Nord-oest \| Shakar Dara \| 560,0 km² \| 16.7% \| 9.5% \| 72% \| \| \| Districte 18 ناحیه ۱۸ \| Nord-est \| BakhtiaranDeh SabzTara Khel \| 339,0 km² \| 19.4% \| 40.2% \| 29.2% \| \| \| Districte 19 ناحیه ۱۹ \| Nord-est \| Pul-e Charkhi \| 1.414,0 km² \| 8.1% \| 0.05% \| 77.4% \| \| \| Districte 20 ناحیه ۲۰ \| Sud \| Char Asiab \| 1.436,0 km² \| 4.1% \| 17.7% \| 71.1% \| \| \| Districte 21 ناحیه ۲۱ \| Est \| Hudkhel \| 639,0 km² \| 1.5% \| 2.7% \| 88.1% \| \| \| Districte 22 ناحیه ۲۲ \| Sud-est \| Shewaki \| 790,0 km² \| 6.5% \| 24.6% \| 62.2% \| \| |              | |              |             |                 |             |      |
| Nom | Localització | Assentaments | Àrea         | Àrea urbana | Àrea cultivable | Àrea vacant | Mapa |
| Districte 1 ناحیه ۱ | Central      | ChindawolKharabat (carrer) Jadayi Maiwand (carrer) Mandawi (carrer) Rika Khana Shur Bazar                         | 467,00 km²   | 65.3%       | ~0%             | 18.9%       |      |
| Districte 2 ناحیه ۲ | Central      | AndarabiBaharistanDeh AfghananKarte ArianaKarte Parwan (part) Murad Khane Shash Darak (part)                      | 676,00 km²   | 72.6%       | 0%              | 7.3%        |      |
| Districte 3 ناحیه ۳ | Oest         | Deh BoriDeh MazangDeh NawJamal MinaKarte CharKarte Mamorin (part) Karte Sakhi Silo (carrer, part)                 | 922,00 km²   | 82%         | 0.6%            | 8.8%        |      |
| Districte 4 ناحیه ۴ | Nord-oest    | Karte Parwan (part) Kolola Pushta ShahraraShahr-e NawTaimani                                                      | 1.163,00 km² | 83.1%       | 1%              | 6%          |      |
| Districte 5 ناحیه ۵ | Oest         | AfsharFazel BaigKarte Mamorin (part) Khushal Khan Mena Kote Sangi/Mirwais Maidan Silo (carrer, part) Qala-e Wazir | 292,0 km²    | 49.6%       | 14%             | 30.9%       |      |
| Districte 6 ناحیه ۶ | Sud-oest     | DarulamanKarte SehQala-e Shada                                                                                    | 491,0 km²    | 32.5%       | 13.5%           | 50.8%       |      |
| Districte 7 ناحیه ۷ | Sud          | Aqa Ali ShamsChihil SutunDeh DanaGozar GahWassel Abad                                                             | 325,0 km²    | 46.8%       | 17%             | 31.6%       |      |
| Districte 8 ناحیه ۸ | Sud-est      | Beni HisarKarte NawRahman MinaQalachaShah Shahid                                                                  | 484,0 km²    | 33.7%       | 33.9%           | 25.1%       |      |
| Districte 9 ناحیه ۹ | Nord-est     | Karte WaliMikrorayon (2n, 3r, 4t) Shash Darak (part) Yaka Tut                                                     | 245,0 km²    | 48.4%       | 29.7%           | 13.7%       |      |
| Districte 10 ناحیه ۱۰ | Nord         | Bibi MahroChar QalaQala-e FathullahQala-e MusaSherpurWazir Akbar Khan                                             | 130,0 km²    | 75.3%       | 10.8%           | 5.6%        |      |
| Districte 11 ناحیه ۱۱ | Nord-oest    | Hazara-e BaghalKhair KhanaQala-e Najara                                                                           | 174,0 km²    | 75.4%       | 0%              | 21%         |      |
| Districte 12 ناحیه ۱۲ | Est          | Ahmad Shah Baba Mina/Arzan Qimat Bagrami But KhakShina                                                            | 348,0 km²    | 33.2%       | 42.8%           | 21.7%       |      |
| Districte 13 ناحیه ۱۳ | Sud-oest     | Bist HazariDashte BarchiOmid-e Sabz                                                                               | 466,0 km²    | 32%         | 23.5%           | 40.2%       |      |
| Districte 14 ناحیه ۱۴ | Nord-oest    | Paghman | 1.201,0 km²  | 8.6%        | 47%             | 24.6%       |      |
| Districte 15 ناحیه ۱۵ | Nord         | Hamid Karzai Int'l (aeròdrom) Khwaja Bughra Khwaja RawashQasaba                                                   | 321,0 km²    | 32.2%       | 7.5%            | 33%         |      |
| Districte 16 ناحیه ۱۶ | Est          | MikrorayonQala-e Zaman KhanSement Khana                                                                           | 252,0 km²    | 37.1%       | 33.2%           | 24.1%       |      |
| Districte 17 ناحیه ۱۷ | Nord-oest    | Shakar Dara | 560,0 km²    | 16.7%       | 9.5%            | 72%         |      |
| Districte 18 ناحیه ۱۸ | Nord-est     | BakhtiaranDeh SabzTara Khel                                                                                       | 339,0 km²    | 19.4%       | 40.2%           | 29.2%       |      |
| Districte 19 ناحیه ۱۹ | Nord-est     | Pul-e Charkhi | 1.414,0 km²  | 8.1%        | 0.05%           | 77.4%       |      |
| Districte 20 ناحیه ۲۰ | Sud          | Char Asiab | 1.436,0 km²  | 4.1%        | 17.7%           | 71.1%       |      |
| Districte 21 ناحیه ۲۱ | Est          | Hudkhel | 639,0 km²    | 1.5%        | 2.7%            | 88.1%       |      |
| Districte 22 ناحیه ۲۲ | Sud-est      | Shewaki | 790,0 km²    | 6.5%        | 24.6%           | 62.2%       |      |

## Demografia

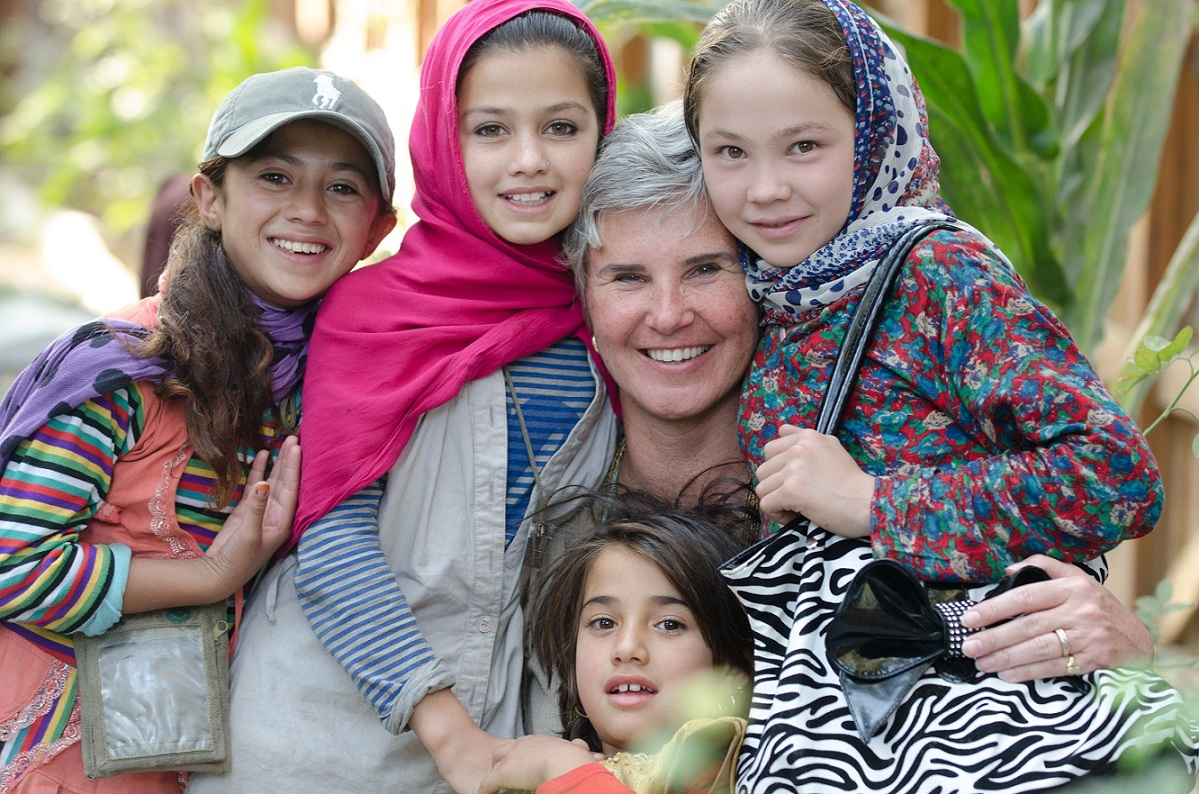
Noies afganes a Kabul

La població de Kabul es va estimar l'any 2020 en uns 4,6 milions d'habitants. La població de la ciutat ha variat durant molt temps a causa de les guerres. La manca d'un cens actualitzat fa que hi hagi diverses estimacions de la població.
Es calcula que la població de Kabul era d'uns 10.000 habitants l'any 1700, 65.000 el 1878 i 120.000 el 1940. Més recentment, la població era d'uns 500.000 habitants el 1979, mentre que una altra font afirma que eren 337.715 el 1976. Kabul va esdevenir una de les ciutats de més ràpid creixement del món, ja que la seva població es va quadruplicar entre el 2001 i 2014. Això es va deure en part a la tornada dels refugiats després de la caiguda del règim talibà, i en part als afganesos que es van desplaçar des d'altres províncies, principalment a causa de la guerra entre els insurgents talibans i les forces governamentals afganeses en les seves zones d'origen, així com a la recerca de treball. El resultat de la ràpida urbanització és que molts residents viuen avui en assentaments precaris, amb cases de fang en els vessants de les muntanyes i turons escarpats, que solen ser molt miserables i no estan connectades a la xarxa d'aigua i electricitat. Tot i que els assentaments són il·legals, han estat tolerats per les autoritats. En 2017, l'Ajuntament de Kabul va posar en marxa un projecte per pintar les cases d'aquests assentaments amb colors brillants en un esforç per "animar" als residents.
Kabul és i ha estat històricament la ciutat amb major diversitat ètnica del país, amb una població que inclou afganesos de tot el país. El 1525, Babur va descriure la regió en les seves memòries escrivint que:
| «                  | A Kābul es parlen onze o dotze llengües: ‘Arabī, Persa, Turkī, Mughūlī, Hindī, Afghānī, Pashāī, Parājī, Gibrī, Bīrkī, and Lamghānī. Si hi ha un altre país amb tantes tribus diferents i tal diversitat de llengües, no se sap. | » |
| — Baburnama, 1525, | |   |

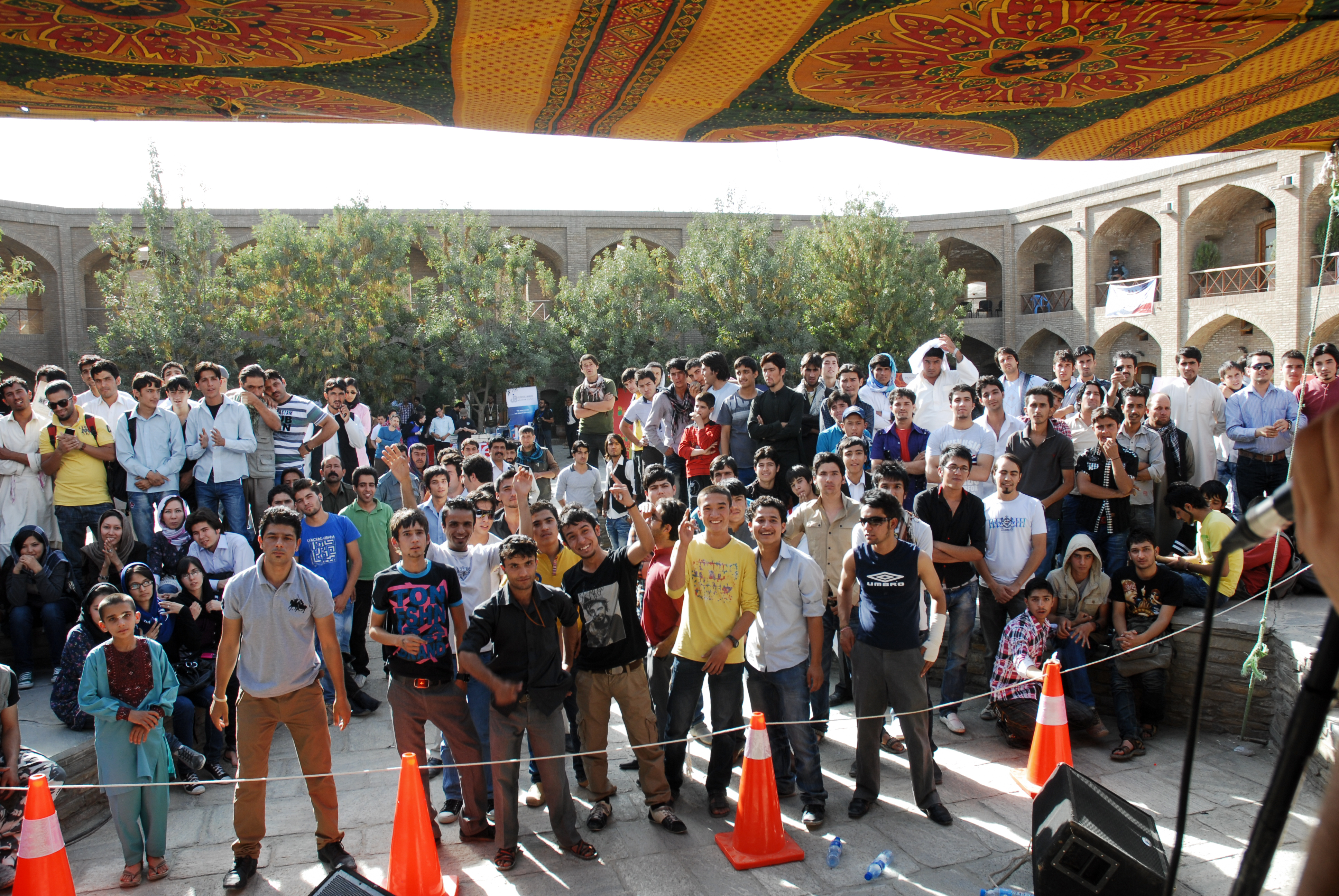
Nois joves en un festival de música a Bagh-e Babur.

Juntament amb les comunitats paixtu i tadjik, que constitueixen la majoria de la població de la ciutat, hi ha una població important de hazaras, uzbeks, turcmans, kuchi, tàrtars, qizilbash, hindús, sikhs i altres grups. No obstant això, a la província de Kabul predominen els grups paixtus i tadjiks. Les llengües darí (persa) i paixtu són molt utilitzades en la regió, tot i que el darí és l'idioma oficial. El multilingüisme és comú a tota la zona, sobretot entre els paixtus.
El terme "Kabulí" (کابلی) es refereix als habitants de la ciutat. Són d'ètnia neutra, solen parlar dari (persa), solen tenir una educació laica i són partidaris de la moda occidental. Molts habitants de Kabul (especialment les elits i classe alta) van abandonar el país durant la guerra civil i ara són superats pels habitants de les zones rurals que es van traslladar des del camp, majoritàriament refugiats però també els qui buscaven treball.
Al voltant del 68% de la població de la ciutat segueix l'islamisme sunnita, mentre que el 30% és xiïta (principalment els hazaras i els qizilbash). El 2% restant són seguidors de el sikhisme i l'hinduisme, així com un resident cristià conegut (la primera dama Rula Ghani) i un resident jueu (Zablon Simintov). Es calcula que hi ha entre 500 i 8.000 cristians afganesos a tot el país; a causa de les restriccions a la llibertat religiosa, solen practicar el seu culte en secret, cosa que dificulta l'estimació del nombre de cristians a Kabul específicament. Kabul també compta amb petites comunitats índies (a què pertanyen els sikhs i els hindús) i turques (majoritàriament empresaris i inversors), i en la dècada de 1980 va tenir una considerable comunitat russa durant la campanya soviètica al país.